# 贝特勒希
贝特勒希（法語：Bettrechies，法語發音：[bɛtʁəʃi]）是法国上法蘭西大區北部省的一个市镇，属于埃尔普河畔阿韦讷区。

## 地理
贝特勒希（50°19'28"N, 3°44'38"E）面积3.36 平方千米，位于法国上法蘭西大區北部省，该省份为法国最北部的省份及最长的省份，西北濒北海，西接加来海峡省，南至埃纳省和索姆省，东与比利时接壤。
与贝特勒希接壤的市镇（或旧市镇、城区）包括：居西尼、圣瓦斯特、贝利尼、拉弗拉芒格里、奥内勒。
贝特勒希的时区为UTC+01:00、UTC+02:00（夏令时）。

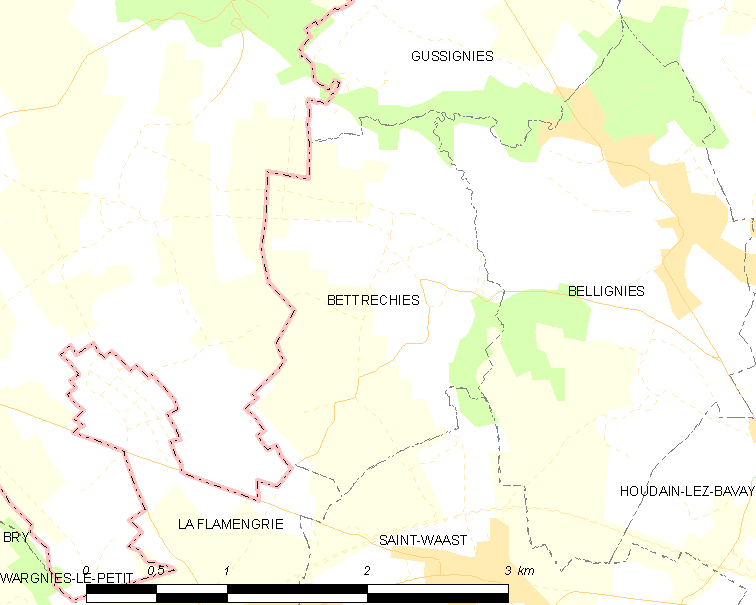
贝特勒希的OSM定位图

## 行政
贝特勒希的邮政编码为59570，INSEE市镇编码为59077。

## 政治
贝特勒希所属的省级选区为欧努瓦-艾姆里县。

## 人口

1962-2008年间贝特勒希人口变化图示

贝特勒希于2022年1月1日时的人口数量为254人。